# E-100
E-100 (Panzerkampfwagen E-100, Gerät 383, TG-01) — німецький надважкий танк, що розроблявся в роки Другої Світової Війни в Третьому Рейху у рамках програми Entwicklung (розвиток, розробка) фірмою Adler у 1943—1945 роках. Усього було побудовано один незакінчений прототип (шасі та корпус без башти). Складанням займалася фірма Хеншель.

## Історія створення
8 липня 1942 року у Гітлера відбулася нарада, у рамках якої обговорювалося створення надважкого танка прориву. Тоді було запропоновано два проекти: VK 72.01 від компанії Krupp і Typ 205 "Mäuschen" ("Мишеня") компанії "Порше", на основі якого надалі був розроблений "Maus". 
З усіх проектів надважких танків нацистської Німеччини, найпросунутішими і більш-менш здійсненними були проекти танків "Maus" та Е-100. Але з них найперспективнішим був саме останній. Ймовірно тому, що він почав розроблятись пізніше і досвіду у німецьких конструкторів було трохи більше. Втім, Е-100 спочатку замислювався як заміна в проектуванні саме танка "Maus", що хоч і було, в принципі, доцільно, але не менш безглуздо. При подібних бойових характеристиках з "Maus" танк повинен був бути досить технологічним для масового виробництва.
Базовий дизайн був замовлений Waffenamt у червні 1943 року, в той час у компанії "Хеншель" почалася розробка цілої серії танків проекту Entwicklung. 
(нім. — розвиток, розробка),  моделями були E-10, E-25, E-50, E-75  закінчуючи надважким танком E-100, який повинен був скласти основну конкуренцію проекту фірми "Порше". Танками Е-серії збиралися провести тотальну заміну, включаючи проектовані та досвідчені перспективні зразки, створені раніше. Офіційно про існування проекту "Einheinzfahrzeug E-100" та факт передачі відповідних креслень від директора фірми "Adlerwerke" Карла Йеншке (Karl Jenschke) на адресу "Wa.Pruf.6" було оголошено на зборах 18-го березня 1944 року. Тоді ж встановили тижневий термін здавання дерев'яної моделі.
У березні 1944 року компанія Adler у Франкфурті подала проект. Згідно з кресленнями, танк мав бути озброєний як 150-мм, так і 75-мм гарматами.
Що башти танка, то на думку фахівців з Wa.Pruf.6 поточна конструкція вежі мала ускладнену конструкцію і вимагала спрощення. Одночасно передбачалося знизити її титанічну масу. Дані роботи були доручені фірмі "Krupp" у рамках контракту SS 4911/0006/3040/43, підписаного 8 квітня. Згідно з цим документом, фірма найближчим часом зобов'язалася надати макет у масштабі 1:5. Під час зборів 16-17 квітня між представниками "Krupp" та "Wa.Pruf.6" обговорювалися такі питання як:
- збільшення баштового погону;
- покращення вентиляції;
- встановлення нового далекоміра;
- встановлення пристрою для продування каналу ствола 128-мм гармати;
- доопрацювання 75-мм гармати під горизонтальний затвор.

Нова вежа одержала позначення "Maus II Turm" і теоретично мала встановлюватися на серійні танки "Maus". Зовні, від попереднього зразка вона відрізнялася похилим лобовим бронелистом і новою маскою для спареної гарматної установки при збереженні колишньої схеми бронювання. Основне озброєння складалося з гармати 12,8cm KwK L/37 з дульним гальмом та короткоствольної зброї 7,5cm KwK L/24, встановленої над ним. На превеликий жаль жодного зразка Maus II Turm виготовлено не було, а для передсерійних танків Maus було зібрано кілька башт попереднього проекту.
Зрозуміло, нічого дивного у схожості проектів "Krupp" і "Adlerwerke" не було, оскільки ескізне креслення від являло собою ні що інше, як доопрацьований "Tiger-Maus". Не приховував цього і Книпкамп, який на нараді 30-31 травня 1944 відкрито заявив, що відкинутий колись ескізний проект "W 1679" став базою для подальших робіт в рамках "Entwincklungsreiche Versuchs-Panzerkampfwagen", на що було отримано згоду безпосередньої участі полковника Гольцгауера. На логічне питання про те, чому ж проектування та складання "E-100 Versuchs-Fahrgestell" (тобто йшлося саме про шасі) було передано фірмі, яка не мала жодного досвіду в роботі над подібними машинами, Кнімкамп відповів, що фірма "Krupp" Тепер перевантажена замовленнями і може взяти він додаткові контракти.
Пікантність ситуації посилювалася повною впевненістю Гольцгауера в тому, що "Е-100" є абсолютно новим проектом, який не має відношення до розробок "Krupp" півторарічної давності. Втім, провідному інженеру Вольферту після переговорів з полковником Кроном вдалося переконати представників "Wa.Pruf.6" у правильності обраного шляху. У свою чергу Крон цілком справедливо зазначив, що креслення, що передаються Гольцгауеру, повинні містити відмітку про те, що роботи з "Е-100" будуть базуватися на проекті фірми "Krupp" від листопада 1942 року. У результаті було отримано дозвіл на будівництво одного експериментального шасі, оснащеного підвіскою на спіральних пружинах, з габаритним макетом башти.
Таким чином, роботи над наступником Tiger-Maus були відновлені навесні 1944 року на підприємстві компанії Adlerwerke у Франкфурті-на-Майні. Пізніше збіркою зайнялося підприємство компанії "Henschel", і до червня 1944 були готові броньовані шасі танка. Складання дослідного зразка шасі проводилося на полігоні в Хаустенбеку, куди доставлялися необхідні комплектуючі. 
10 липня 1944 року Гітлер наказав припинити розробку надважких танків. Робота над E-100 продовжувалася з дуже низьким пріоритетом, лише три співробітники Adler були доступні для складання прототипу.
У ході інспекції 15 січня 1945 року в складальному цеху було виконано 64 фотографії, частина яких зараз викладена у відкритий доступ. Виходячи зі складеного звіту, крім скромних робочих ресурсів, найгірші справи були з поставками ключових вузлів і агрегатів, що було викликано бомбардуванням німецьких підприємств та порушенням комунікацій між ними. Так, наприклад, елементи підвіски (спіральні пружини) були занурені на залізничні платформи, але прибули зовсім не туди, де на них чекали. Робочі фірми "Adlerwerke" повідомляли, що завершення робіт по ходовій частині може відбутися лише після їх отримання, але під кінець війни вже нікому не було до експериментально танка.
Щодо інших компонентів ситуація склалася так:
- прибули транспортні гусениці, але були відсутні бойові гусениці;
- частково зібраний моторний відсік від задньої бронеплити до пожежної перегородки, відсутні паливні шланги;
- відсутня верхня бронеплита для моторного відсіку, що перешкоджає завершенню монтажу електросистеми;
- велося складання бойового відділення;
- завершувалася установка елементів трансмісії та кермового управління;
- очікувалося постачання масогабаритного макета вежі.

Башту від Крупп новий танк так і не отримав, а шасі "зависли" на полігоні Хаустенбек біля міста Падерборн.
Перший прототип так і не був повністю завершений і був знайдений 751-м батальйоном польової артилерії американських збройних сил у квітні 1945 року. Американці ознайомилися з конструкцією Е-100, але, судячи з усього великої цікавості ця машина у них не викликала, чого не скажеш про британців. Виявлене  шасі Е-100 виявилося частково розібраним (тобто його стан відрізнявся від фотографій, зроблених у січні), але британців це абсолютно не збентежило. Якось їм вдалося знайти "втрачені" пружини підвіски і влітку 1945 року зробити остаточне складання шасі, після чого шасі завантажили на надважкий трейлер і відправили до ВеликоЇ Британії. Там були дороблені і встановлені гусениці а також проведені випробування. У процесі випробувань з'ясувалося, що танк навіть без установки вежі має дуже низьку прохідність, а його швидкість не перевищує 20 км/год. Далі, аж до початку 1950-х рр., шасі знаходилося на задвірках танкової школи в Бовінгтоні, але музейним експонатом стати йому не судилося. Зрештою Е-100, продали на металобрухт.
Є 2 версії того що сталося далі:
1. Прототип переплавили на метал.
2. Коли прототип доставили до покупця - звалище Тіпнер міста Портсмут, саме сталося падіння ціни на сталь і можливо його поховали. Це звалище мало величезну кількість розібраних бойових машин, кораблів та іншого брухту, то ж цілком логічно, що у пріоритеті переплавки були найбільші конструкції, такі, як кораблі. Зі слів сина тогочасного власника, це призвело до поховань великої кількості  техніки, включаючи один дуже важкий німецький танк. Отже, можливо десь під землею Е-100 досі терпляче чекає, поки його знайдуть.

## Опис конструкції
Е-100 створювався відповідно до вимог, висунутих Гітлером до надважкого танка ще на нараді 8 липня 1942 року. Це танк традиційної для німецького танкобудування компонування - моторне відділення у нього розташовувалося в кормовій частині корпусу, бойове - посередині, провідні колеса та трансмісія - спереду. У Е-100 переднє розташування трансмісії (у нижній лобовій деталі), об'ємна боєукладка, в бортах корпусу та вежі.
Ширина Е-100 становила майже 4,5 метра і ніяк не вписувалася в стандарт німецьких залізничних транспортних платформ. Але подібна проблема була для німецьких конструкторів не в новинку, тому вирішили просто зменшити ширину гусениць і знімати при транспортуванні бортові екрани та зовнішні опорні ковзанки, як це робилося на "Тиграх". А оскільки масове виробництво Е-100 налагодити так і не вдалося, таке рішення не виявилося функціональним. Також розглядався варіант використання шасі Е-100 як база для різних САУ та спецмашин.

### Корпус і бронювання
Для підвищення живучості танка його вирішили зробити нижче, ніж Maus, на 37 см. Крім того, максимально зменшили кількість вертикальних поверхонь і прямих кутів у його бронювання - якщо Maus мав практично вертикальні борти, то Е-100 такою прямолінійністю не мав. Всі ці конструктивні рішення дозволили спроектувати танк на 50 тонн легше, ніж "Maus", але і в 120 тонн конструкторам вписатися не вдалося - за розрахунками машина, що вийшла, повинна була важити 137,8 тонни.
Така тяжкість була причиною надмірного посилення броні — у лобі корпусу встановлена під раціональним кутом 60 градусів 200 мм бронеплита. Скруглені, похилі бортові сталеві листи мали товщину 120 мм. Причому верхня частина борту і верхня частина гусениць мали закриватися 90-мм екранами, які передбачалося при перевезенні знімати. Кормова броня була міцнішою за бортову — 150 мм під кутом 30 град. Захищеність вежі була загалом однорідною і загалом її товщина становила 220 мм.
Башта мала діаметр погону 3060 мм, її доручили розробляти фірмі Krupp. Як уже було сказано раніше, для Е-100 було розроблено полегшений варіант із проектною масою 35 тонн, у якого була суттєво зменшена товщина бронелистів: лоб – 200 мм, борти – по 80 мм, корми – 150 мм, дах – 40 мм.

### Озброєння
Конструктори Книпкампа хотіли забезпечити Е-100 150-мм гарматою. Для економії часу на перші екземпляри танка вирішили встановити вежу під 150-мм гармату з курсовою гарматою 76-мм, вже розроблену концерном Круппа для танка "Maus".
З креслень не зовсім ясно, яка саме гармата повинна була встановлюватися в кінцевому варіанті танка - 150 мм марки Kwk 44 L/36.5 або трохи менш потужна 128 мм Kwk L/55, яка, до речі, повинна була встановлюватися і на "Maus" . У розробленій на початку 1944 року вежі нічого більшого за 12,8-см KwK 44 L/55 не ставилося. Найбільше знаряддя не можна було поставити на увазі установки далекоміра.
Додатковим озброєнням в обох випадках ставав кулемет 7,92 мм MG-34.

### Двигун і трансмісія
Силова установка Е-100 була простішою та надійнішою, ніж у його "конкурента". Фердинанд Порше і в "Тигрі", і в надважкому танку завзято впроваджував свою систему роздільного приводу кожної гусениці окремим електродвигуном, що харчувався від генератора, який рухався бензиновою силовою установкою. Конструктори Книпкампа пішли простішим шляхом.
Слід зазначити, що у кресленні Project B Antrieb передбачалася установка двигуна Maybach потужністю 1200 к.с. та 8-швидкісної механіко-гідравлічної трансмісії "Mekydro". Фактично на дослідне шасі повинен був встановлюватися найпотужніший 12-циліндровий бензиновий двигун Maybach HL 230 P30 і кермо Henschel L 801, а також коробку передач Maybach OG 401216В. На максимальних оборотах двигун міг працювати потужністю 700 к. с., і надавати танку швидкість майже 40 км/год, але лише номінально. Насправді ж вона має бути значно меншою. Потужність двигуна була явно недостатньою, проте потужнішого мотора на той момент у Німеччині не було, а другий двигун конструктори вирішили не ставити. Вони прийняли рішення, що спочатку краще змиритися з невисокою швидкістю їх надважкого танка і почекати, поки з'являться потужніші двигуни.

### Ходова частина
Систему підвіски для танка розробив конструктор Лер із фірми "MAN". Ковзанки повинні були розташовуватися в шаховому порядку по обидва боки від гусеничних гребенів, збудованих в один ряд - ця розробка Книпкампа використовувалася практично на всіх важких танках Третього Рейху. Для вивільнення якнайбільшого простору ведучими зробили не передні "зірочки", як це було прийнято у німецьких танків, а задні.
Ходова частина Е-100 включала по 8 опорних катків діаметром 900 мм на кожен борт, переднє розташування направляючих коліс і заднє розташування провідних коліс зубного зачеплення. Враховуючи величезну проєктну масу, передбачалося два варіанти гусениць: транспортні шириною 500 мм і бойові шириною 1000 мм. Крок траку складав 150 мм. Система підвіски, розроблена доктором Лером з фірми MAN, виявилася досить вдалою і дозволила зменшити з того величезну масу танка - замість торсіонів використовували легші пружини зі сталі Бельвілля. Цей технічний хід також дозволив розташувати у днищі евакуаційний люк.

### Оцінка
Якщо порівнювати обидва танки, то за сумарною вогневою потужністю Е-100 дорівнював "Maus", але фактично ця гарматна установка для нього поставлена не була. Крім того, захищеність танка фірми Porsche була вищою завдяки ширшому використанню товстих бронеплит, що практично повністю закривали борти і ходову частину.
Якби проект Е-100 був готовий вчасно, то саме він пішов би у виробництво, а не Maus, який, крім величезної ваги, мав ще кілька недоліків, насамперед, невдалу форму корпусу. Вона складалася з великої кількості вертикальних поверхонь, які Е-100 також мав, але у набагато меншій кількості. Електрична трансмісія "Maus'а", яка потребувала на той час серйозного доопрацювання, і уніфікація E-100 з рештою танків його серії давала можливість новому танку впевнено зайняти місце "Maus'а", проте гострий дефіцит сировини робив випуск навіть невеликої серії таких танків дуже проблематичним.
Те, що німецькі конструктори визнали саме Е-100 набагато перспективнішим і показало перевагу його над своїм конкурентом. Завдяки потужній броні танк гарний у захисті, а непогана для 130-тонної машини швидкість дозволяє впевнено переміщатися полем бою. Бронювання танка загалом специфічне. Найбільш уразливими місцями є тонка нижня лобова деталь та величезна вежа, бронелисти якої розташовані під нераціональними кутами. Останнє особливо неприємне у випадку з лобовою плитою.
Всі історики однозначно сходяться на одному — Е-100 не міг нести в собі жодної тактичної користі в умовах, які на той час склалися на передовій. Незважаючи на те, що технічно він був кращий за свого 180-тонного надважкого побратима, користі від нього було б не більше.

## Покликання на джерела
1. ↑  White, B. T. (1983). Tanks and other Armored Fighting Vehicles of World War II. New York: Exeter Books. с. 298–299. ISBN 0-671-06009-0.
2. ↑  Archive Awareness : Odd Hundred Out. tankarchives.blogspot.co.uk. Процитовано 22 лютого 2016.
3. ↑  Merriam Press, World War 2 In Review: German Fighting Vehicles, Issue 2, October 2019, ISBN 9780359962167, hyperlink[недоступне посилання]

## Покликання
- Lost to the Scrapyard, the E-100 | Cursed by Design, ConeOfArc